# Loretta Swit
Loretta Jane Swit, född 4 november 1937 i Passaic, New Jersey, död 30 maj 2025 i New York, var en amerikansk skådespelerska. Hon är mest känd i rollen som Margaret "Hot Lips" Houlihan i TV-serien M*A*S*H.